# Список іноземних добровольців, загиблих під час російського вторгнення в Україну (2025)
Цей список є частиною статті Список іноземних добровольців, загиблих під час російського вторгнення в Україну (Україна)
У цьому переліку наведені всі задокументовані смерті серед іноземних добровольців протягом 2025 року, що брали участь у бойових діях російсько української війни на стороні України.
! Додаючи нового полеглого воїна, не забувайте змінювати статистику втрат в основній статті.6
| №   | Прізвище та ім'я                        | Про особу | Дата смерті     | Обставини смерті |
| --- | --------------------------------------- | --- | --------------- | --- |
| 1   | Самулі Алексі Юссхейккі                 | фінський боєць-добровольець | 2 січень 2025   | загинув у боях на сході України.                                                                                         |
| 2   | Джефферсон ді Паула да Сілва Жакобі     | Бразилія | 5 січень 2025   | Курська область |
| 3   | Едгар Маеча Перес                       | 43 роки, Колумбія | 5 січень 2025   | Терни, Донецька область                                                                                                  |
| 4   | Крістофер Вільям Ентоні Блек            | США Крістофер народився в Аспені 31 липня 1986 року. Він закінчив Базальтову середню школу в 2004 році і приєднався до морської піхоти в 2005 році. | 5 січень 2025   | Загинув Шевченка Донецька область                                                                                        |
| 5   | Джон Ері Вільяреаль Какуа               | Колумбія | 9 січень 2025   | Міісце загибелі невідоме                                                                                                 |
| 6   | Джордан Маклахлан                       | Шотландія із Арднамурчана у Хайлендсі, 26 років був медиком. | 9 січень 2025   | Місце загибелі невідоме                                                                                                  |
| 7   | Вілсон Тараче Охеда                     | Колумбія | 11 січень 2025  | Місце загибелі невідоме                                                                                                  |
| 8   | Джейк Уоддінгтон                        | Велика Британія, Кембридж, 34 роки.понад рік служив у штурмовій групі Міжнародного легіону «Торн», збирав розвіддані поблизу російських окопів, був убитий у наслідок скиду з дрону. | 11 січень 2025  | Запорізька область |
| 9   | Каха Тілідзе                            | Грузія із Земо Алвані Ахметського муніципалітету | 11 січень 2025  | Курська область |
| 10  | Хорхе Еліесер Варелас Бланкісет         | Колумбія | 13 січень 2024  | Місце загибелі невідоме                                                                                                  |
| 11  | Рафаел Олівейра Буену ді Камаргу        | Бразилія | 13 січень 2025  | Місце загибелі невідоме                                                                                                  |
| 12  | Браян Хара Етчепаре                     | Чилі | 13 січень 2025  | Місце загибелі невідоме                                                                                                  |
| 13  | Габріел Лопасінскі                      | Бразилія, Маллет 22 роки. | 14 січень 2025  | Місце загибелі невідоме                                                                                                  |
| 14  | Марія Зайцева                           | Білорусь, 24 роки. Боєць Інтернаціонального легіону | 17 січень 2025  | Померла після лікування від поранень.                                                                                    |
| 15  | Рональд Кастро Віскаїно                 | Колумбія | 17 січня 2025   | Місце загибелі невідоме                                                                                                  |
| 16  | Джон Джеймс Візерспун                   | США | 17 січня 2025   | Загинув в селі Вознесенка Донецької області                                                                              |
| 17  | Філіп Антосяк                           | Польша, 19 років. Навчався в Кембриджі. Служив як доброволець у 25-й окремій повітрянодесантній Січеславській бригаді (25 ОПДБр) оператором дронів. | 19 січня 2025   | загинув на Покровському напрямку.                                                                                        |
| 18  | Кота Оно                                | Японія | 20 січень 2025  | поблизу Ізюма Харківської області                                                                                        |
| 19  | Олександр Миколайович Новик             | стрілок-снайпер штурмового відділення штурмового батальйону | 20 січень 2025  | Новоєгорівка Сватівського району Луганської області                                                                      |
| 20  | Райан Майкл Вайт                        | США, американський громадянин та іноземний волонтер | 21 січень 2025  | Загинув в селі Вознесенка Донецької області                                                                              |
| 21  | Уоррен Джонс                            | Південно-Африканська Республіка | 25 січень 2025  | Місце загибелі невідоме                                                                                                  |
| 22  | Ріхард Шерманн                          | Доброволець із Австрії | 25 січень 2025  | Загинув під час атаки дрона.                                                                                             |
| 23  | Хуліо Сеєдін Масо Домінгес              | Колумбія | 26 січня 2025   | Місце загибелі невідоме                                                                                                  |
| 24  | Дарвін Андрес Ларго Рамірес             | Колумбія | 28 січень 2025  | Місце загибелі невідоме                                                                                                  |
| 25  | Ігор Фагундіс Ламас                     | Бразилія | 28 січень 2025  | Місце загибелі невідоме                                                                                                  |
| 26  | Луїс Альфонсо Лопес Мауса               | Колумбія | 29 січень 2025  | Місце загибелі невідоме                                                                                                  |
| 27  | Гіві Гнолідзе                           | Грузія "Gigi" | 29 січень 2025  | Місце загибелі невідоме                                                                                                  |
| 28  | Закарі Мартін Форд                      | США | 30 січень 2025  | Новогродівка Покровського району                                                                                         |
| 29  | США                                     | Позивний "Гюнтер" | 30 січень 2025  | Новогродівка Покровського району,                                                                                        |
| 30  | Луїс Феліпе Гутьєррес Валенсія          | 40 років, Манісалесі, Колумбія. | 30 січень 2025  | Місце загибелі невідоме                                                                                                  |
| 31  | Хуан Карлос Перальварес Сафра           | Іспанія | 31 січень 2025  | Місце загибелі невідоме                                                                                                  |
| 32  | Поль Кевін Меньє                        | Франція | 31 січень 2025  | Місце загибелі невідоме                                                                                                  |
| 33  | Карлос Маріо Карраскілла Торрес         | Колумбія | 31 січень 2025  | Місце загибелі невідоме                                                                                                  |
| 34  | Ернандо Бенавидес Сегура                | Колумбія | 4 лютого 2025   | Місце загибелі невідоме                                                                                                  |
| 35  | Оснайдер Пачеко Аревало                 | Колумбія | 4 лютого 2025   | Місце загибелі невідоме                                                                                                  |
| 36  | Олександр Гармс-Різзі                   | Колишній Королівський валлійський стрілець Олександр Гармс-Ріцці, 23 роки, став «приманкою» у спробі відвернути трьох своїх українських військових від розстрілу в бою. | 4 лютого 2025   | збитий російським безпілотником,                                                                                         |
| 37  | Густаво Адольфо Флорес                  | Колумбія | 5 лютого 2025   | Місце загибелі невідоме                                                                                                  |
| 38  | Давид Двалішвілі                        | група Сил спеціальних операцій України | 5 лютого 2025   | Місце загибелі невідоме                                                                                                  |
| 39  | Мамука Берій                            | група Сил спеціальних операцій України | 5 лютого 2025   | Місце загибелі невідоме                                                                                                  |
| 40  | Мандіп Сінгх                            | Канада | 6 лютого 2025   | Місце загибелі невідоме                                                                                                  |
| 41  | Крістофер Едвард Волкер,                | Велика Британія | 6 лютого 2025   | Загинув Донецька область                                                                                                 |
| 42  | Імер Альберто Естрада Санчес            | 46 років, Колумбія | 8 лютого 2025   | Місце загибелі невідоме                                                                                                  |
| 43  | Едвін Олександр Фуелаган Тупуе          | 33 роки, Колумбія | 8 лютого 2025   | Місце загибелі невідоме                                                                                                  |
| 44  | Швейцарія                               | Швейцарії підтвердила загибель свого громадянина, який брав участь у війні проти Росії на боці українських сил | 12 лютого 2025  | Місце загибелі невідоме                                                                                                  |
| 45  | Крістіан Фернандо Енрікес Рамос         | Колумбія | 13 лютого 2025  | Місце загибелі невідоме                                                                                                  |
| 46  | Олексій Левчук Міньков                  | Білорусь | 13 лютого 2025  | Місце загибелі невідоме                                                                                                  |
| 47  | Ерік Льйонель Шарлі Ложро               | Франція | 17 лютого 2025  | Місце загибелі невідоме                                                                                                  |
| 48  | Амінтон Ромеро Торрес                   | Колумбія | 18 лютого 2025  | Місце загибелі невідоме                                                                                                  |
| 49  | Есдвар Єсід Соса Нарваес                | Колумбія | 17 лютого 2025  | Місце загибелі невідоме                                                                                                  |
| 50  | Роберт Піетранджело                     | США | 18 лютого 2025  | Місце загибелі невідоме                                                                                                  |
| 51  | Левані Паркайя                          | Поті, Самегрейо, Грузія | 18 лютого 2025  | Місце загибелі невідоме                                                                                                  |
| 52  | Джон Джеймс Джеронімо                   | Був піхотним взводом другого батальйону Інтернаціонального легіону. Джон шанобливо отримав ім'я Джеронімо як кодове ім'я на полі бою. Він так пишався тим, що здійснив своє найбільше бажання служити, і ми так пишаємося ним. Він сказав, що був там, щоб захищати свободу, суверенітет і | 19 лютого 2025  | загинув у бою року біля села Возвиженка Донецької області на сході України                                               |
| 53  | Джованні Гонсалес Осса                  | Колумбія | 19 лютого 2025  | Місце загибелі невідоме                                                                                                  |
| 54  | Маурісіо Бланко Лопес                   | Колумбія | 19 лютого 2025  | Місце загибелі невідоме                                                                                                  |
| 55  | Олександр Перес Серда                   | Колумбія | 19 лютого 2025  | Місце загибелі невідоме                                                                                                  |
| 56  | Оскар Маурісіо Бланко Лопес             | Колумбія | 19 лютого 2025  | Місце загибелі невідоме                                                                                                  |
| 57  | Хосе Гільєрмо Бетанкур Ернандес         | Колумбія | 20 лютого 2025  | Місце загибелі невідоме                                                                                                  |
| 58  | Єрсон Віскайно                          | Колумбія | 21 січня 2025   | Місце загибелі невідоме                                                                                                  |
| 59  | Єйсон Фернандо Ванегас Авіла            | Колумбія | 22 лютого 2025  | Місце загибелі невідоме                                                                                                  |
| 60  | Айдер Хосе Пахаро Кассіані              | Колумбія | 22 лютого 2025  | Місце загибелі невідоме                                                                                                  |
| 61  | Хуліо Сейєдін Масо Домінгес             | 25 рік, Колумбія | 26 лютого 2025  | Місце загибелі невідоме                                                                                                  |
| 62  | Нільсон Норбей Гарсія Наварро           | Колумбія | 28 лютого 2025  | Місце загибелі невідоме                                                                                                  |
| 63  | Джон Едінсон Гомес Мехіа                | Колумбія | 3 березня 2025  | Місце загибелі невідоме                                                                                                  |
| 64  | Едісон Крус Баррето                     | Колумбія | 3 березня 2025  | Місце загибелі невідоме                                                                                                  |
| 65  | Рігоберто Єпес Вітаскуе                 | Колумбія | 3 березня 2025  | Місце загибелі невідоме                                                                                                  |
| 66  | Річард Андрес Морено                    | Колумбія | 3 березня 2025  | Місце загибелі невідоме                                                                                                  |
| 67  | Луїс Ферні Лукас Ернандес               | Колумбія | 4 березня 2025  | Місце загибелі невідоме                                                                                                  |
| 68  | Раймер Санчес Нарваес                   | Колумбія | 4 березня 2025  | Місце загибелі невідоме                                                                                                  |
| 69  | Едуард Хоакі Хірон                      | Колумбія | 4 березня 2025  | Місце загибелі невідоме                                                                                                  |
| 70  | Маєр Відаль Гутьєрес                    | Колумбія | 4 березня 2025  | Місце загибелі невідоме                                                                                                  |
| 71  | Маріо Арвеніс Гальвіс Мора              | Колумбія | 5 березня 2025  | Місце загибелі невідоме                                                                                                  |
| 72  | Овідіо Херней Арготі де ла Крус         | Колумбія | 5 березня 2025  | Місце загибелі невідоме                                                                                                  |
| 73  | Тобіас Жуніор Сілва                     | Бразилія | 9 березня 2025  | Загинув в боях Запорізькому напрямку                                                                                     |
| 74  | Марко Антоніо Рамірес Леон              | Колумбія | 10 березня 2025 | Місце загибелі невідоме                                                                                                  |
| 75  | Нельсон Фореро Фахардо                  | Колумбія | 11 березня 2025 | Місце загибелі невідоме                                                                                                  |
| 76  | Брендон Сміт Санчес Берналь             | Колумбія | 11 березня 2025 | Місце загибелі невідоме                                                                                                  |
| 77  | Рафаель Санто Віскайно Ортіс            | Колумбія | 11 березня 2025 | Місце загибелі невідоме                                                                                                  |
| 78  | Хуан Естебан Урбано                     | Колумбія | 11 березня 2025 | Місце загибелі невідоме                                                                                                  |
| 79  | Льюїс Енріке Де Лос Рейес Альманса      | Колумбія | 11 березня 2025 | Місце загибелі невідоме                                                                                                  |
| 80  | Джон Хайро Осоріо Сіфуентес             | Колумбія | 11 березня 2025 | Місце загибелі невідоме                                                                                                  |
| 81  | Рональд Кастро Віскайно                 | Колумбія | 13 березня 2025 | Місце загибелі невідоме                                                                                                  |
| 82  | Річард Веласкес                         | Колумбія | 13 березня 2025 | Місце загибелі невідоме                                                                                                  |
| 83  | Естівен Муньос                          | Колумбія | 13 березня 2025 | Місце загибелі невідоме                                                                                                  |
| 84  | Томас Валентеліс                        | 20 років, з Біржай на півночі Литви, раніше мешкав у Великій Британії. | 13 березня 2025 | загинув на Куп’янщині Харківської області                                                                                |
| 85  | Брейнер Девід Колорадо Санчес           | Колумбія | 15 березня 2025 | Місце загибелі невідоме                                                                                                  |
| 86  | Йовани Рестрепо Санчес                  | Колумбія | 15 березня 2025 | Місце загибелі невідоме                                                                                                  |
| 87  | Мартін Полі                             | Румунія | 15 березня 2025 | Загинув виконуючи бойове завдання.                                                                                       |
| 88  | Середа Олександр                        | 22-річний уродженець Хойніков Олександр «Лич» | 17 березня 2025 | загинув під час виконання бойового завдання на півдні України                                                            |
| 89  | Дієго Алехандро Гонсалвес               | Венесуела | 17 березня 2025 | Місце загибелі невідоме                                                                                                  |
| 90  | Седат Кьок                              | який працював експертом з кібербезпеки в Туреччині , приєднався до української армії в лютому 2025 року. | 19 березня 2025 | Загинув в боях на Запорізькому прямку                                                                                    |
| 91  | Джон Андерсон Моралес Галеано           | Колумбія | 19 березня 2025 | Місце загибелі невідоме                                                                                                  |
| 92  | Луїс Фернандо Лосано Де Ла Пава         | Колумбія | 20 березня 2025 | Місце загибелі невідоме                                                                                                  |
| 93  | Нілсон Салседо Санабрія                 | Колумбія | 20 березня 2025 | Місце загибелі невідоме                                                                                                  |
| 94  | Антон Зирянов "Турист"                  | РДК. Перьм, Росія | 24 березня 2025 | загиб під Купянском |
| 95  | Трицак                                  | РДК, Москва, Росія | 24 березня 2025 | Місце загибелі невідоме                                                                                                  |
| 96  | Едвін Перес Варгас                      | Колумбія | 24 березня 2025 | Місце загибелі невідоме                                                                                                  |
| 97  | Дейро Оспіна Кальдерон                  | Колумбія | 25 березня 2025 | Місце загибелі невідоме                                                                                                  |
| 98  | Алехандер Перес                         | Колумбія | 25 березня 2025 | Місце загибелі невідоме                                                                                                  |
| 99  | Мігель Анхель Торрес                    | Колумбія | 27 березня 2025 | Місце загибелі невідоме                                                                                                  |
| 100 | Антоніо Омар Дріді                      | 34-річний іноземний боєць, родом з Палермо, є п'ятим співвітчизником, який загинув на полі бою, захищаючи свободу України. | 27 березня 2025 | Місце загибелі невідоме                                                                                                  |
| 101 | Бредлі Карл Дженнісон                   | США | 28 березня 2025 | Місце загибелі невідоме                                                                                                  |
| 102 | Вілсон Фернандо Каллехас Сеспедес       | Колумбія | 28 березня 2025 | Місце загибелі невідоме                                                                                                  |
| 103 | Андрес Феліпе Гонсалес                  | Колумбія | 28 березня 2025 | Місце загибелі невідоме                                                                                                  |
| 104 | Хоньєр Суньїга                          | Колумбія | 28 березня 2025 | Місце загибелі невідоме                                                                                                  |
| 106 | Луїс Альберто Монтерроса Чаморро        | Колумбія уродженець Колоса (Сукре) | 28 березня 2025 | Місце загибелі невідоме                                                                                                  |
| 107 | Джонатан Кейтс Фолгер                   | США | 28 березня 2025 | Місце загибелі невідоме                                                                                                  |
|     |                                         | |                 | |
| 109 | Санан Мохсумов                          | 29.05.1997, Військовослужбовець 92-ї окремої механізованої бригади ЗСУ, боєць аеророзвідки Мохсумов Санан Баба огли, громадянин України | 1 квітня 2025   | Загинув іпід час виконання бойового завдання.                                                                            |
| 110 | Хорхе Андрес Куартас Кортес             | Колумбія | 2 квітня 2025   | Місце загибелі невідоме                                                                                                  |
| 111 | Карлос Артуро Бохоркес Веласко          | Колумбія | 3 квітня 2025   | Місце загибелі невідоме                                                                                                  |
| 112 | Франсіско Хав'єр Гомес Райо             | Колумбія | 3 квітня 2025   | Місце загибелі невідоме                                                                                                  |
| 113 | Ектор Юліан Санчес Басанте              | Колумбія | 3 квітня 2025   | Місце загибелі невідоме                                                                                                  |
| 114 | Бенджамін Джозеф Деттор                 | 21 рік США | 4 квітня 2025   | Загинув в Харківщина |
| 115 | Марино Масо Домінгес                    | Колумбія | 5 квітня 2025   | Місце загибелі невідоме                                                                                                  |
| 116 | Ельшад Теюб Огли Гасимов                | Азербайждан На передовій, виконуючи бойове завдання, загинув військовослужбовець з Білої Церкви Київської області Ельшад Теюб Огли Гасимов. Трагічна подія сталася 5 квітня, обірвавши життя відважного захисника України. Цю інформацію оприлюднила пресслужба Білоцерківської міської територіальної громади. Вічна пам'ять і слава Герою! "Сьогодні Біла Церква проводить прощання з нашим героєм: солдатом Гасимовим Ельшадом Теюбом Огли, який народився у 1989 році", - повідомляє прес-служба. Захисник України обіймав посаду старшого навідника мінометної батареї в одній з військових частин                                                                               | 5 квітня 2025   | Загинув н.п. Кіндрашівка Харківської області.                                                                            |
| 117 | Стенфорд Джордан Лі                     | Барбадос | 6 квітня 2025   | Місце загибелі невідоме                                                                                                  |
| 118 | Стефан Дімітрієвич                      | Сербія | 7 квітня 2025   | Місце загибелі невідоме                                                                                                  |
| 119 | Х'юго Едін Джон Дізеренс                | Швейцарець | 7 квітня 2025   | Місце загибелі невідоме                                                                                                  |
| 120 | Уайлдер Флорес Аларкон                  | Колумбія | 8 квітня 2025   | Місце загибелі невідоме                                                                                                  |
| 121 | "Ezequiel"                              | Колумбія | 10 квітня 2025  | Місце загибелі невідоме                                                                                                  |
| 122 | Шан-Ле Кірнс                            | Нової Зеландії. Він два роки рятував поранених із поля бою і дбав про менш досвідчених воїнів із евакуаційного підрозділу, які були в його підпорядкуванні. | 11 квітня 2025  | Загинув Дворічна, Харківська область                                                                                     |
| 123 | Сильвен Копен Жиль Бернар               | 43 рік, Франція | 12 квітня 2025  | Загинув Нова Донецька Область                                                                                            |
| 124 | Фінляндія                               | близько 20 років, фінський боєць-добровольець. За даними газети Turun Sanomat, чоловік лише кілька місяців тому виїхав воювати в Україну проти Росії. | 13 квітня 2025  | Загинув на Східна Україна                                                                                                |
| 125 | Хав'єр Франсіско Малавер Фонсека        | Колумбія | 21 квітня 2025  | Місце загибелі невідоме                                                                                                  |
| 126 | Хайро Салданья                          | Колумбія | 21 квітня 2025  | Місце загибелі невідоме                                                                                                  |
| 127 | Андрес Феліпе Сапата Сулета             | Колумбія | 21 квітня 2025  | Курська область |
| 128 | Хосе Луїс Луго Кастрільон               | Колумбія | 23 квітня 2025  | Місце загибелі невідоме                                                                                                  |
| 129 | Пінчао Бурбано Хайро Ернан              | 50 років Колумбія | 23 квітня 2025  | Місце загибелі невідоме                                                                                                  |
| 129 | Норберто Родрігес Варгас                | Колумбія | 25 квітня 2025  | Місце загибелі невідоме                                                                                                  |
| 130 | Дейнер Манчола Ньєто                    | Колумбія | 25 квітня 2025  | Місце загибелі невідоме                                                                                                  |
| 131 | Хорхе Андрес Куартас Кортес             | Колумбія | 25 квітня 2025  | Місце загибелі невідоме                                                                                                  |
| 132 | Хуан Карлос Кальдерон Ернандес          | Колумбія | 25 квітня 2025  | Місце загибелі невідоме                                                                                                  |
| 133 | Дієго Фернандо Ріос                     | Колумбія | 25 квітня 2025  | Місце загибелі невідоме                                                                                                  |
| 134 | Дейнер Манчола Ньєто                    | Колумбія | 25 квітня 2025  | Місце загибелі невідоме                                                                                                  |
| 135 | Ноберто Варгас                          | Колумбія | 25 квітня 2025  | Місце загибелі невідоме                                                                                                  |
| 136 | Крістофер Гарретт                       | 40-річний громадянин Великої Британії Кріс Гарретт, який займався розмінуванням територій. Гарретт, колишній солдат британської армії, приїхав до України, щоб допомогти розміновувати територію. | 6 травень 2025  | загинув на Харківщині |
| 137 | Джованні Гонсалес Осса                  | Колумбія | 6 травень 2025  | Місце загибелі невідоме                                                                                                  |
| 138 | Нік Парсонс                             | працюючи волонтером у гуманітарній та благодійній організації з розмінування. Нік Парсонс загинув під час роботи з Prevail Together, групою зі США та Великої Британії, яка відправляє волонтерів до України. | 6 травня 2025   | Ізюм Харківська область                                                                                                  |
| 139 | Трой Емметт Харгетт                     | 28 років США | 6 травня 2025   | Загинув Торецький Напрямку                                                                                               |
| 140 | Лео Аланд                               | 20-річним фінським добровольцем, який воював проти росіян в Україні, виявився Лео Аланд — син голови Південно-Західного осередку правопопулістичної партії «Істинні фіни» Юркі Аланда. | 8 травень 2025  | загинув від удару дрона                                                                                                  |
| 141 | Тарбей Арканія                          | 34-річний Арканія – біженець із Абхазії. Він проживав в Україні, був чемпіоном країни та Європи з тхеквондо. Коли саме загинув боєць, не уточнюється. У нього залишилися дружина та двоє маленьких дітей. | 9 травня 2025   | загинув у боях під Покровськом                                                                                           |
| 142 | Кудашев Олександр Сергійович            | РДК Самари. близькі знайомі бійця. 2022 року Кудашев влаштував гучну антивоєнну акцію проти російського посольства в Молдові, | 9 травня 2025   | Загинув на Куп'янському напрямку                                                                                         |
| 143 | Колбі Долман                            | Велика Британія 20-річний тесляр з Клітхорпса, графство Лінкольн. Загинув, коли його підрозділ був підбитий російським вогнем під час об'єднання сил | 10 травня 2025  | Малі Щербаки, Запорізької області                                                                                        |
| 144 | Фальчоні де Хесус Рохас Ігіта           | Колумбія | 12 травня 2025  | Місце загибелі невідоме                                                                                                  |
| 145 | Крістіан Андрес Марін Ірреньо           | Колумбія | 12 травня 2025  | Місце загибелі невідоме                                                                                                  |
| 146 | Хуан Естебан Сапата Ойос                | Колумбія | 12 травень 2025 | Місце загибелі невідоме                                                                                                  |
| 147 | Есекіль Буйтраго Ангарита               | Колумбія | 12 травня 2025  | Місце загибелі невідоме                                                                                                  |
| 148 | Йованні Оспіна Верхан                   | Колумбія | 12 травня 2025  | Місце загибелі невідоме                                                                                                  |
| 149 | Даніель Акі Вачон                       | США | 12 травня 2025  | Місце загибелі невідоме                                                                                                  |
| 150 | Алексіс Ле Нуай                         | Франція | 15 травня 2025  | Місце загибелі невідоме                                                                                                  |
| 151 | Микита Таренов                          | латвійський доброволець з 3 ОШБр, ексбоєць Кракена, засновник формації Nord Storm, співзасновник Культу Ножа та легіонер Центурії. легендарний боєць та засновник формації Nord Storm, загинув на фронті в Україні, беручи участь у війні проти російської агресії. | 16 травня 2025  | Загинув боях під Торецьком                                                                                               |
| 152 | Олексій Авдей                           | 29.12.1998, 26 років. Уродженець Клецького району (Мінська область). Доброволець Білоруського добровольчого корпусу, служив в 79 ОДШБр | 18 травня 2025  | Загинув на Куп'янському напрямку                                                                                         |
| 153 | Мануель Мамелі                          | боєць Національного легіону, 25 років | 20 травня 2025  | Місце загибелі невідоме                                                                                                  |
| 154 | Габріел Феррейра Сілва                  | Бразилія | 21 травня 2025  | Місце загибелі невідоме                                                                                                  |
| 155 | Сандро Маламбо Харамільйо               | Колумбія | 21 травня 2025  | Місце загибелі невідоме                                                                                                  |
| 156 | Єйсон Альберто Ігера Вега               | Колумбія | 21 травня 2025  | Місце загибелі невідоме                                                                                                  |
| 157 | Карлос Андрес Лопес Масіас              | Колумбія | 21 травня 2025  | Місце загибелі невідоме                                                                                                  |
| 158 | Арлі Рейес Бакеро                       | Колумбія | 21 травня 2025  | Місце загибелі невідоме                                                                                                  |
| 159 | Джонатан Ендрю Пеблі                    | США , позивний «Mayhem», кулеметник, ветеран Корпусу морської піхоти США, загинув внаслідок удару російського безпілотника. | 22 травня 2025  | Місце загибелі невідоме                                                                                                  |
| 160 | Рафаель Сегундо Ріверо Гутьєрес         | Колумбія | 23 травня 2025  | Місце загибелі невідоме                                                                                                  |
| 161 | Том Філіпс                              | Велика Британія | 23 травня 2025  | Місце загибелі невідоме                                                                                                  |
| 162 | Антоніо Герцег                          | родом із Хорватії. Офіцер воював у лавах 3-ї окремої штурмової бригади ЗСУ, був командиром підрозділу. | 24 травня 2025  | Загинув на полі бою на сході України,                                                                                    |
| 163 | Джефферсон Гутьєрес Норена              | 27 рік Колумбія | 25 травня 2025  | Місце загибелі невідоме                                                                                                  |
| 164 | Луїс Саенс Корреа                       | Колумбія | 26 травня 2025  | Місце загибелі невідоме                                                                                                  |
| 165 | Хейндор Стібен Кобос Паярес             | Колумбія | 26 травня 2025  | Місце загибелі невідоме                                                                                                  |
| 166 | Дорота Квітневська                      | У серпні 2022 року Дорота вступила до 204-го батальйону територіальної оборони 241-ї бригади територіальної оборони як бойовий медик. | 28 травня 2025  | Загинув торецький напрямок                                                                                               |
| 167 | Ейрік Курсьє                            | 21-річний Ейрік Курсьє, родом з Брона | 28 травня 2025  | Загинув в Донецька область                                                                                               |
| 168 | Жероніму Жезуш Алкаріа Геррейру         | португальський доброволець Жероніму Геррейру. Він вступив до лав Інтернаціонального легіону, щоб допомагати Силам оборони України у боротьбі проти російських загарбників. | 29 травня 2025  | Куп'янський район Харківської області                                                                                    |
| 169 | Пітер Роббін Ліандер                    | Німеччина | 29 травня 2025  | Загинув Кам'янка, Луганська область                                                                                      |
| 170 | Олександр Вільям Банас                  | США | 29 травня 2025  | Кам'янка, Луганська область                                                                                              |
| 171 | Хосе Авіла Туанама                      | 29 років Перу | 30 травня 2025  | Загинув у війні сході України                                                                                            |
| 172 | Алан Фаріас Мейра                       | Бразилія | 30 травня 2025  | Місце загибелі невідоме                                                                                                  |
| 173 | Кшиштоф Горжелак                        | Йому було 45 років.Чоловік жив у місті Кельце й був засновником місцевого порталу Nasze Kielce. Орієнтовно два роки тому він прийняв рішення приїхати до України, аби стати добровольцем і воювати проти росіян. | 30 травня 2025  | Місце загибелі невідоме                                                                                                  |
| 174 | Гедимінас Степонавичюс                  | Литва | 30 травня 2025  | Місце загибелі невідоме                                                                                                  |
| 175 | Єйнер Альфонсо Сааведра Куельяр         | Колумбія | 30 травня 2025  | Місце загибелі невідоме                                                                                                  |
| 176 | Ніколас Раян Дакуортс                   | США | 4 червня 2025   | МІсце загибелі невідоме                                                                                                  |
| 177 | Павлов Міхаіл                           | Росія, позивиний "Перс" РДК | 5 червня 2025   | Загинув на куп'янський напрямок                                                                                          |
| 178 | Росія                                   | Росія. позивиний "Хабара" РДК | 5 червня 2025   | Загинув у бою під час штурму на Куп'янському напрямі.                                                                    |
| 179 | Росія                                   | Росія, позивиний "Ямал" РДК | 5 червня 2025   | Загинув у бою під час штурму на Куп'янському напрямі.                                                                    |
| 180 | Росія                                   | Росія, позивиний "Ґослінг" РДК | 5 червня 2025   | Загинув у бою під час штурму на Куп'янському напрямі.                                                                    |
| 181 | Росія                                   | Росія, позивиний "Мілош" РДК | 5 червня 2025   | Загинув у бою під час штурму на Куп'янському напрямі.                                                                    |
| 182 | Росія                                   | Росія, позивиний "Десять" РДК | 5 червня 2025   | Загинув у бою під час штурму на Куп'янському напрямі.                                                                    |
| 183 | Росія                                   | Росія, позивиний "Шов" РДК | 5 червня 2025   | Загинув у бою під час штурму на Куп'янському напрямі.                                                                    |
| 184 | Рубен Даріо Ортіс Гусман                | Колумбія | 9 червня 2025   | Місце загибелі невідоме                                                                                                  |
| 185 | Деніел Девід Кінг                       | Велика Британія, 35 років | 9 червня 2025   | Місце загибелі невідоме                                                                                                  |
| 186 | Мексика Маріо Альберто Ловер Мартінес   | Був 37- річним Мексика із Сьюдад-Ічтепека як член Міжнародного легіону територіальної оборони. | 9 червня 2025   | Загинув атаки російського безпілотника.                                                                                  |
| 187 | Заза Кереселідзе                        | 24.09.1973 року народження.Грузія (позивний «Горець»), Загинув під час виконання бойового завдання в районі Новоекономічного на Покровщині | 10 червня 2025  | Загинув Новоекономічне Покровського району Донецької області                                                             |
| 188 | Луїс Фернандо Хіменес Гонсалес          | Колумбія | 11 червня 2025  | Місце загибелі невідоме                                                                                                  |
| 189 | Остін Сантос Мартінес                   | Колумбія | 11 червня 2025  | Місце загибелі невідоме                                                                                                  |
| 190 | Себастьян Еспана                        | Колумбія | 12 червня 2025  | Місце загибелі невідоме                                                                                                  |
| 191 | Деметре Дарчіа                          | Командир Грузинського легіону, який захищає Україну, Мамука Мамулашвілі повідомив у Фейсбуці трагічну звістку: внаслідок диверсії, скоєній у розташуванні підрозділу, сьгодні, 12 червня | 12 червня 2025  | Місце загибелі невідоме                                                                                                  |
| 192 | Михайло                                 | Греція | 15 червня 2025  | Місце загибелі невідоме                                                                                                  |
| 193 | Вагнер Варгас да Сілва                  | 29 рік Бразилія | 15 червня 2025  | Місце загибелі невідоме                                                                                                  |
| 194 | Фред Гранді                             | 62 рік США | 17 червня 2025  | Загинув під час російського авіаудару по Києву                                                                           |
| 195 | Бенджамін Лео Берджес                   | 33 роки, позивний "Budgie", з Портсмута, був колишнім військовослужбовцем британської армії, який добровільно пішов воювати в Україну після повномасштабного вторгнення Росії в лютому 2022 року | 20 червня 2025  | Загинув Андріївка, Сумська область                                                                                       |
| 196 | Вано Надірадзе                          | мав грузинське військове звання віце полковника. воював у складі ЗСУ з перших місяців повномасштабного російського вторгнення в Україну. Зокрема, він регулярно повідомляв про успіхи української армії та інформував ЗМІ Грузії та користувачів соцмереж про хід війни. | 22 червня 2025  | причина смерті – серцевий напад.                                                                                         |
| 197 | Лі Кхюнсу                               | Південна Корея | 24 червня 2025  | Місце загибелі невідоме                                                                                                  |
| 198 | Рафаел Пайшан ді Олівейра               | Бразилія 29 років. Уродженець Сан-Мігел-ду-Токантінс, Рафаель перебував у Європі з серпня 2024 року, де записався добровольцем до лав українських збройних сил. | 25 червня 2025  | Місце загибелі невідоме                                                                                                  |
| 199 | Ало Клаассепп                           | Естонія 25-річний Збройним силам України цієї зими. У відомій 3-й штурмовій бригаді він служив у нещодавно створеному міжнародному батальйоні. | 25 червня 2025  | Загинув Харківської області неподалік міста Борова в районі річки Оскол                                                  |
| 200 | Луїс Аріель Рамірес Віра                | Колумбія | 25 червня 2025  | Місце загибелі невідоме                                                                                                  |
| 201 | Колумбія Дієго Ернандо Альварадо,       | Колумбія | 25 червня 2025  | Місце загибелі невідоме                                                                                                  |
| 202 | Владислав Цветанов Младенов             | колишнього сержанта болгарської армії, який служив у 61-й Стрямській бригаді. Вважається, що чоловік виїхав до України | 26 червня 2025  | Загинув на фронті |
| 203 | Браян Сапанта Паскуал Вілсід            | Філіппіни | 26 червня 2025  | Місце загибелі невідоме                                                                                                  |
| 204 | Габріель Піпарола                       | Аргентина | 27 червня 2025  | МІсце загибелі невідоме                                                                                                  |
| 205 | Хуан Карлос Хула Ернандес               | Колумбія | 28 червня 2025  | Загинув в районі населеного пункту Новий Путь Глушківського району Курської області.                                     |
| 206 | Деніел Александр Пол Вудс-Різ           | США 29 рік | 29 червня 2025  | Загинув Олексіївка, Сумська область                                                                                      |
| 207 | Росія                                   | Росія Позивиний "Нафта". Легіон "Свобода Росії" | 30 червня 2025  | Загинув Запорізькому напрямку,                                                                                           |
| 208 | Ерік Майкл Фенн                         | Народився 29 квітня 1997 року в Альгутсрумі, Швеція. У 10 років йому поставили діагноз «аутизм» | 1 липня 2025    | Загинувна Південно-Донецькому напрямку.                                                                                  |
| 209 | Мігель Кармона Менендес                 | Іспанія | 3 липня 2025    | Місце загибелі невідоме                                                                                                  |
| 210 | Андрес Феліпе Сапата Сулета             | Колумбія | 3 липня 2025    | Місце загибелі невідоме                                                                                                  |
| 211 | Джиммі Москера Куеро                    | Колумбія | 3 липня 2025    | Місце загибелі невідоме                                                                                                  |
| 212 | Джеферсон Санін Белло Дуран             | Колумбія | 3 липня 2025    | Місце загибелі невідоме                                                                                                  |
| 213 | Хосе Валеріо Реміхіо Віюче              | Колумбія | 3 липня 2025    | Місце загибелі невідоме                                                                                                  |
| 214 | Томас Д'Альба                           | Італія | 6 липня 2025    | Місце загибелі невідоме                                                                                                  |
| 215 | Хуан Карлос Юла Ернандес                | Колумбія | 6 липня 2025    | Місце загибелі невідоме                                                                                                  |
| 216 | Крістофер Роберт Калліо                 | народився 19 травня 1990 року, Гельсінкі, Фінляндія | 8 липня 2025    | Загинув Торецький напрямок                                                                                               |
| 217 | Мехдієва Аміна Алі гизи                 | Українська військовослужбовиця азербайджанського походження, Мехдієва Аміна Алі гизи, 06.02.1982р.н., Аміна була санітарним інструктором медичного пункту механізованого батальйону військової частини А2167 | 9 липня 2025    | загинула, рятуючи побратимів в районі населеного пункту Новопавлівка Синельниківського району Дніпропетровської області. |
| 218 | Джонатан Мадрес Мартінес                | Колумбія | 9 липня 2025    | Місце загибелі невідоме                                                                                                  |
| 219 | Альберто Емануель Вільте                | Вільте був родом із Сальти та воював в лавах української армії з червня 2022 року. Він приєднався до батальйону, що складався переважно з латиноамериканців, разом з двома іншими аргентинцями. | 10 липня 2025   | загинув внаслідок зльоту російського безпілотника Покровському районі на сход України.                                   |
| 220 | Анхель Йохані Ортіс Морено              | Колумбія який служив в Україні добровольцем, | 11 липня 2025   | загинув на полі бою |
| 221 | Бен'ямін Ашер                           | 2004 року народження, був контрактним солдатом угорських збройних сил, але у березні 2023 року не з’явився на службу, і проти нього було порушено кримінальну справу. За інформацією видання, Ашер повідомив своєму начальнику, що збирається воювати в Україні. За непідтвердженою інформацією, Бен'ямін Ашер служив у 3-й окремій штурмовій бригаді. Він загинув у бою проти росіян, служачи в цьому підрозділі, незабаром після свого 21-го дня народження. | 12 липня 2025   | загинув під час бою з росіянами.                                                                                         |
| 222 | Андреас Броман Мікаель Еверт            | Швеція | 13 липня 2025   | Загинув Карпівка, Харківська область                                                                                     |
| 223 | Гауте Хауг Еріксен                      | 50-річний чоловік брав участь у доставці позашляховика українським військовим у Сумській області. По дорозі додому він зупинився у Львові, недалеко від кордону з Польщею. | 13 липня 2025   | Помер від того, що описують як нездужання.                                                                               |
| 224 | Каміл Ян Гач                            | 31 років Польща | 13 липня 2025   | Загинув Торецький Напрямок                                                                                               |
| 225 | Алан Роберт Вільямс                     | Британський батько, який добровільно зголосився воювати за Україну у війні проти Росії, 35-річний Алан Роберт Вільямс з Мортона у Вірралі поїхав до України після втрати роботи, незважаючи на відсутність військового досвіду та прохання його родини не їхати, сказала Стефані Бойс-Вільямс. | 13 липня 2025   | Загинув на внаслідок удару безпілотника, Липці Харківщина                                                                |
| 226 | Кевін Луїс Анжело Лаззарі               | народився 16 квітня 1993 року в Тулузі, Франція. | 13 липня 2025   | Місце загибелі невідоме                                                                                                  |
| 227 | Олег Рубін                              | Ізраїль | 16 липня 2025   | Місце загибелі невідоме                                                                                                  |
| 228 | Андрес Феліпе Гонсалес                  | Колумбія | 16 липня 2025   | Місце загибелі невідоме                                                                                                  |
| 229 | Мауро Петро                             | Колумбія | 18 липня 2025   | Місце загибелі невідоме                                                                                                  |
| 230 | Фаїг Мусаєв                             | Азербайджан 1985 року народження, громадянин України | 18 липня 2025   | загинув на Куп'янському фронті в Харківській області.                                                                    |
| 231 | Даніель Шталь                           | Німеччина | 20 липня 2025   | Загинув Запорізькому напрямку,                                                                                           |
| 232 | Лісардо Рохас                           | Колумбія | 21 липня 2025   | Місце загибелі невідоме                                                                                                  |
| 233 | Ігор Монтейру ді Олівейра               | Бразилія | 22 липня 2025   | Загинув Антонівка, Херсонська область                                                                                    |
| 234 | Габріел Перейра                         | Бразилія | 22 липня 2025   | Загинув поблизу Ізюма, Харківська область                                                                                |
| 235 | Густаву Віана Лемус                     | Густаво Віана Лемосу 31 рік. Колишній солдат ВМС Бразилії, він покинув Лагуну в лютому цього року та вирушив до України, щоб воювати у війні проти Росії. Його останній контакт з родиною відбувся | 22 липня 2025   | Загинув поблизу Ізюма, Харківська область                                                                                |
| 236 | Артем Налято                            | 21-річний усиновлений італійською родиною, повернувся в Україну після російської агресії, щоб приєднатися до війська. | 23 липня 2025   | Загинув внаслідок ракетного удару по казармі,                                                                            |
| 237 | Карлос Андрес Валенсія Соліс            | Колумбія | 23 липня 2025   | Місце загибелі невідоме                                                                                                  |
| 238 | Анхель Армандо Іско Андраде             | Колумбія | 23 липня 2025   | Місце загибелі невідоме                                                                                                  |
| 239 | КолумбіяНорберто Родрігес Варгас        | Колумбія | 23 липня 2025   | Місце загибелі невідоме.                                                                                                 |
| 240 | Валерій Бадзагуа                        | доброволець із Грузії 23-річний уродженцем Цаленджихського району | 25 липня 2025   | Місце загибелі невідоме                                                                                                  |
| 241 | Хосе Елкін Вальдес Єпес                 | Колумбія | 29 липня 2025   | Місце загибелі невідоме                                                                                                  |
| 242 | Норбей Пердомо Урреа                    | Колумбія | 30 липня 2025   | Місце загибелі невідоме                                                                                                  |
| 243 | Жуан Віктор ді Бріту Валім              | 23-річний Бразилія Сан-Жозе-дус-Кампус, У 23 роки він залишив бразильську армію наприкінці 2024 року, щоб приєднатися до міжнародних сил, залучених до конфлікту проти Росії. Його смерть сталася минулого четверга, але Міністерство закордонних справ ще офіційно не підтвердило її смерть. Жуан Віктор служив у 6-му аеромобільному піхотному батальйоні в Касапаві, підрозділі, що входить до складу 12-ї легкої піхотної бригади. У попередніх публікаціях у соціальних мережах його мати з гордістю відзначала його армійську кар'єру, висловлюючи підтримку та віру. Після його рішення піти на фронт до Східної Європи члени родини високо оцінили його ідеалізм та мужність. | 1 серпня 2025   | Місце загибелі невідоме                                                                                                  |
| 244 | Томас Райлі Гамбургер                   | Томасу було 21 рік, він був американським солдатом у 82-й повітрянодесантній дивізії. Його перевели до Польщі, але там було особливо нема чим зайнятися, тому життя було досить нудним.Там він приєднався до 13-ї бригади Хартіа Національної гвардії. | 1 серпня 2025   | Загинув селі Зелене Харківської області                                                                                  |
| 245 | Дейвіс Артуро Гутьєррес Суарес          | Колумбія | 2 серпня 2025   | Місце загибелі невідоме                                                                                                  |
| 246 | Карлос Андрес Гомес Пена                | Колумбія | 3 серпня 2025   | Місце загибелі невідоме                                                                                                  |
| 247 | Мігель Анхель Яра Сото                  | Колумбія | 3 серпня 2025   | Місце загибелі невідоме                                                                                                  |
| 248 | Єйсон Стівен Вільямісар Сарм'єнто       | Колумбія | 3 серпня 2025   | Місце загибелі невідоме                                                                                                  |
| 249 | Фабіо Перафан Менесес                   | Колумбія | 4 серпня 2025   | Місце загибелі невідоме                                                                                                  |
| 250 | Колумбія Хав'єр Освальдо Вільєгас Сілва | Колумбія | 4 серпня 2025   | Місце загибелі невідоме                                                                                                  |
| 251 | Мішіко Шеданія                          | Ще один грузинський боєць, Грузія Шеданія був солдатом полку «Азов». | 5 серпня 2025   | Місце загибелі невідоме                                                                                                  |
| 252 | Даніель Едуардо Манко Еспіноса          | Колумбія | 5 серпня 2025   | Місце загибелі невідоме                                                                                                  |
| 253 | Колумбія Андрес Едуардо Манко Еспіноса, | Колумбія | 5 серпня 2025   | Місце загибелі невідоме                                                                                                  |
| 254 | Міхал Кадавий                           | Чехія | 7 серпня 2025   | Місце загибелі невідоме                                                                                                  |
| 255 | Даніель Д'Кастілло                      | Колумбія | 8 серпня 2025   | Місце загибелі невідоме                                                                                                  |
| 256 | Дейвіс Артуро Гутьєрес Суарес           | Колумбія | 9 серпня 2025   | Місце загибелі невідоме                                                                                                  |
| 257 | Хадер Антоніо Варгас                    | Колумбія | 13 серпня 2025  | Місце загибелі невідоме                                                                                                  |
| 258 | Фернандо Кано                           | Колумбія | 14 серпня 2025  | Місце загибелі невідоме                                                                                                  |